# Секстий Назон
Публий Секстий Назон (на латински: Publius Sextius Naso) е римски политик на късната Римска република от фамилията Секстии. Той е в групата на заговорниците за убийството на Гай Юлий Цезар.
През 44 пр.н.е. Публий Назон е квестор. На Идите през март 44 пр.н.е. Секстий Назон е участник в атентата против римския диктатор.
Цицерон пише за него: „omni carens cupiditate“.